# Стадион имени Лорана Поку
Стадион имени Лорана Поку (англ. Laurent Pokou Stadium) — футбольный стадион в Сан-Педро, построенный в 2023 году. Арена принимала восемь матчей Кубка Африканских наций 2023 года по футболу. Стадион назван в честь известного ивуарийского футболиста Лорана Поку.

## История
Стадион имени Лорана Поку — футбольный стадион в городе Сан-Педро, Кот-д’Ивуар. Вместимость стадиона составляет 20 000 мест.
9 сентября 2023 года на этом футбольном стадионе состоялся первый официальный матч национальной сборной Кот-д’Ивуара по футболу, которая одержала победу со счетом 1:0 над сборной Лесото в отборочном матче Кубка африканских наций 2023 года. Этот стадион назван в честь легендарного ивуарийского нападающего Лорана Поку (1947—2016). Полузащитнику «Ноттингем Форест» Ибраиму Сангаре выпала честь забить первые в истории голы на этом ультрасовременном объекте.
Идрисс Ясин Диалло, вице-президент COCAN и президент FIF, во время открытия выразил слова благодарности властям страны, сказав:
Власти Кот-д'Ивуара приложили значительные усилия, чтобы гарантировать оптимальные условия для команд, участвующих в финальной фазе соревнований в Кот-д'Ивуаре. Мы неоднократно посещали Сан-Педро с делегациями CAF, чтобы наблюдать за ходом строительства. Мы испытываем огромную гордость, возвращаясь на этот великолепный стадион.
Стадион являлся одним из мест проведения Кубка африканских наций 2023 года по футболу. Здесь состоялись матчи группы F и E, а также два поединка 1/8 финала.

### Кубок Африканских наций 2023
| Дата           | Время | Команда 1 | Результат  | Команда 2 | Раунд      | Количество зрителей |
| -------------- | ----- | --------- | ---------- | --------- | ---------- | ------------------- |
| 17 января 2024 | 17:00 | Марокко   | 3–0        | Танзания  | Группа F   | 15,478              |
| 17 января 2024 | 20:00 | ДР Конго  | 1–1        | Замбия    | Группа F   | 15,478              |
| 21 января 2024 | 14:00 | Марокко   | 1–1        | ДР Конго  | Группа F   | 13,342              |
| 21 января 2024 | 17:00 | Замбия    | 1–1        | Танзания  | Группа F   | 13,342              |
| 24 января 2024 | 17:00 | Намибия   | 0–0        | Мали      | Группа E   | 15,231              |
| 24 января 2024 | 20:00 | Замбия    | 0–1        | Марокко   | Группа F   | 15,231              |
| 28 января 2024 | 20:00 | Египет    | 1–17-8 (p) | ДР Конго  | 1/8 финала | 12,342              |
| 30 января 2024 | 20:00 | Марокко   | 0–2        | ЮАР       | 1/8 финала | 19,078              |